# Obereopsis mausoni
Obereopsis mausoni är en skalbaggsart som beskrevs av Stefan von Breuning 1961. Obereopsis mausoni ingår i släktet Obereopsis och familjen långhorningar. Inga underarter finns listade i Catalogue of Life.